# 國立中央大學附屬中壢高級中學
國立中央大學附屬中壢高級中學（英語：The Affiliated Zhongli Senior High School of National Central University，CLHS），簡稱中大壢中、中壢高中、壢中、壢高。是附屬於國立中央大學的高級中學，位於臺灣桃園市中壢區，鄰近國立中央大學與中壢觀光夜市，前身為設立於1940年的「中壢家政女學校」。校園建立在中壢神社原址上。

## 校史
臺灣日治時期，1940年，日本政府在中壢一帶成立一間家政女學校新竹州立中壢家政女學校，同年更名為新竹州立中壢農業實踐女學校。戰後改名為新竹州立中壢初級中學並遷至中壢神社舊址。1948年增設高中部，易名新竹州立中壢中學。1950年臺灣省行政區重劃，原屬新竹縣的中壢被劃入桃園縣，學校改名桃園縣立中壢中學。1952年因省辦高中政策，改隸臺灣省政府教育廳並改名臺灣省立中壢中學。1970年初中部結束並改名臺灣省立中壢高級中學。
2000年因精省緣故，省虛級化而改隸教育部中部辦公室，並改名國立中壢高級中學。2011年，中壢高中與國立中央大學討論，以「國立中央大學附屬高級中學」名義併入中央大學，成為其附屬中學。一些中壢高中校友反對，以「日本關東軍侵占東北」形容被併入大學、成為附中的做法。當時的中央大學校長蔣偉寧表示，若擔心合併後中壢高中校名不存在，可以在不改變校名的前提下討論合併。兩校先後於校務會議通過合併案後，中壢高中於2013年10月1日改制為國立中央大學附屬中壢高級中學，是中央大學在台復校後第一所附屬中學。

## 歷任校長
| 任期 | 姓名     | 任職日期  | 離職日期  | 備註                             |
| ---- | -------- | --------- | --------- | -------------------------------- |
| 1    | 松尾壽治 | 1940年    | 1944年    | 原新竹高等女學校教諭轉任         |
| 2    | 長田義治 | 1944年    | 1944年    | 原新竹國民學校校長轉任           |
| 3    | 方石福   | 1945年    | 1948年    |                                  |
| 4    | 黃新亞   | 1948年    | 1950年    |                                  |
| 5    | 廖英華   | 1950年    | 1951年    |                                  |
| 6    | 溫麟     | 1951年    | 1955年    | 原北門中學校長轉任，調任宜蘭中學 |
| 7    | 趙仰雄   | 1955年    | 1963年    | 原宜蘭中學校長轉任，調任左營中學 |
| 8    | 熊惠民   | 1963年    | 1965年    | 原新營中學校長轉任，調任員林中學 |
| 9    | 王宏志   | 1965年    | 1969年    | 原新竹師範學校校長轉任，屆齡退休 |
| 10   | 熊茂生   | 1969年    | 1981年    | 原新營高中校長轉任，屆齡退休     |
| 11   | 戴博文   | 1981年    | 1988年    | 原北港高中校長轉任，屆齡退休     |
| 12   | 馮堯春   | 1988年    | 1993年    | 原桃園農工校長轉任，屆齡退休     |
| 13   | 廖萬連   | 1993年    | 2001年7月 | 原關山工商校長轉任，調任中壢家商 |
| 14   | 張碧娟   | 2001年8月 | 2009年7月 | 原華僑實中校長轉任，調任北一女中 |
| 15   | 胡劍峰   | 2009年8月 | 2017年7月 | 原三重高中校長轉任，調任平鎮高中 |
| 16   | 李世峰   | 2017年8月 | 2025年2月 | 原中壢高商校長轉任，屆齡退休     |
| 代理 | 劉倩伶   | 2025年2月 | 2025年7月 | 秘書室主任代理                   |
| 17   | 劉倩伶   | 2025年8月 | 現任      | 原秘書室主任升任                 |

## 圖片集

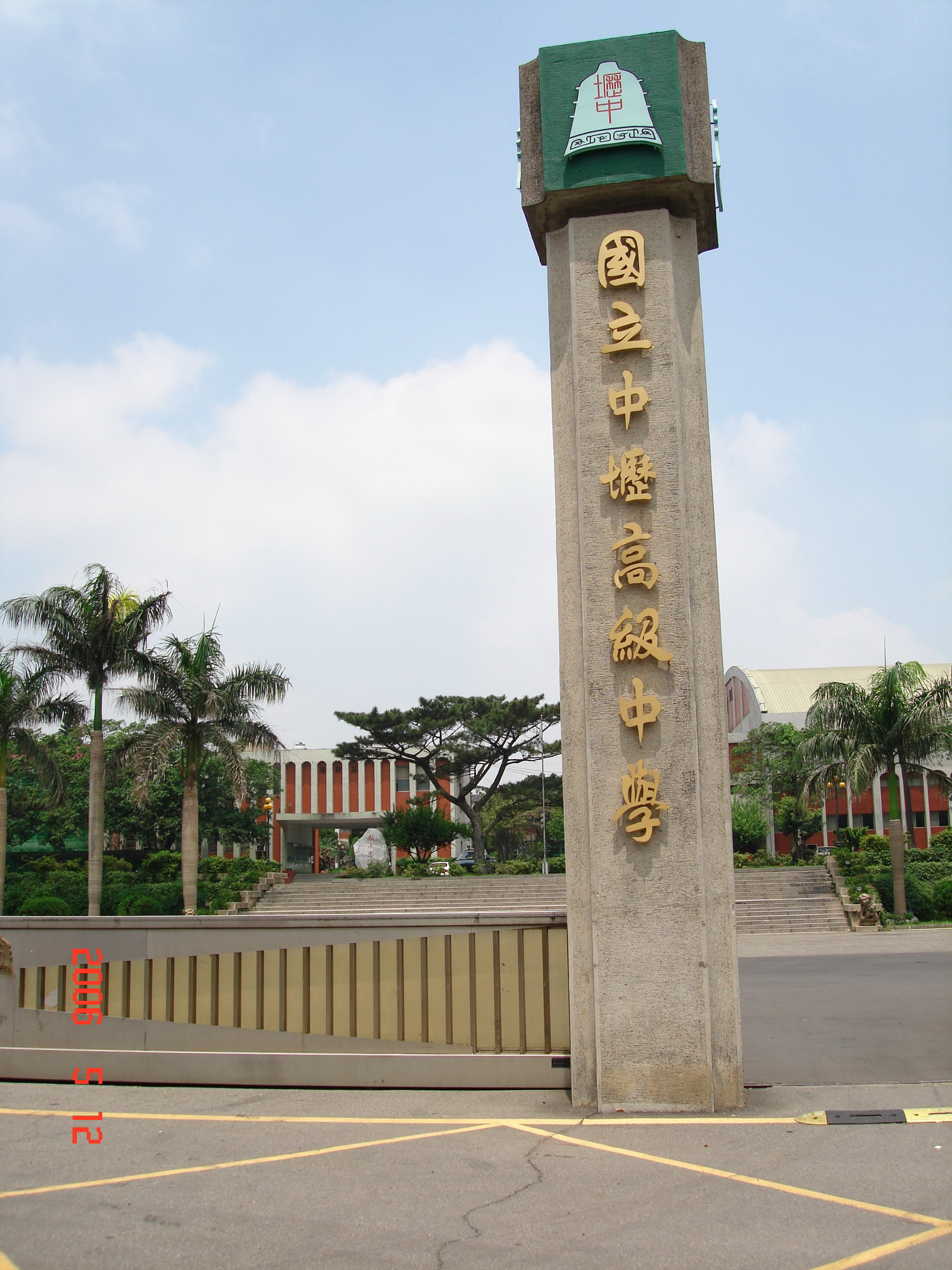
校門（國立中壢高中時期）
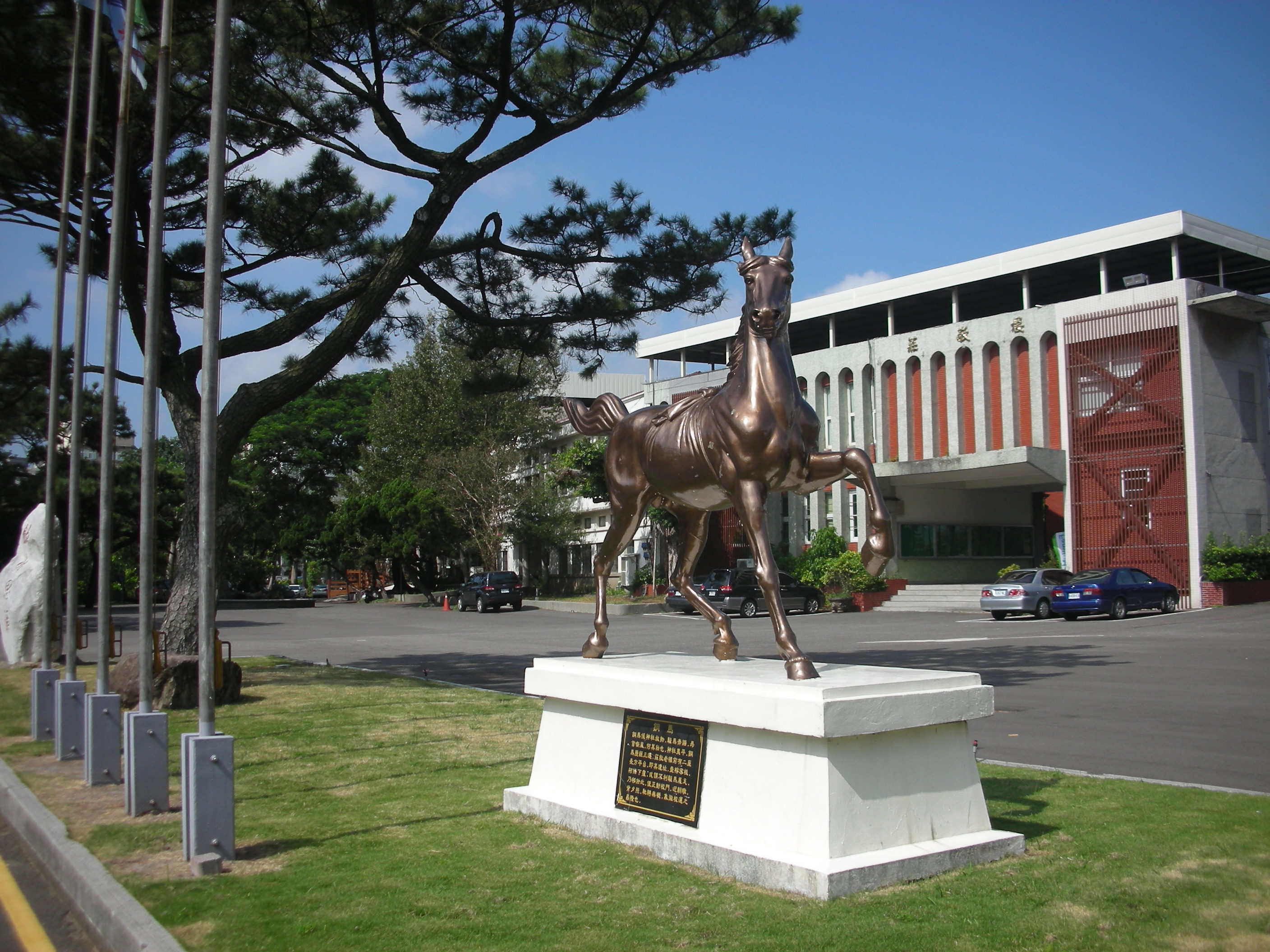
日治時期中壢神社留存的銅馬
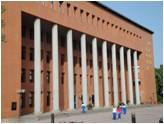
行政大樓
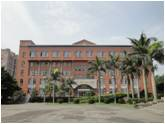
教學大樓
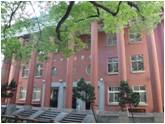
圖書館

## 友好學校
- 日本大阪府立泉北高等学校（日语：大阪府立泉北高等学校）
- 法國土魯斯貝爾維尤高中Lycée Bellevue (Toulouse)（法语：Lycée Bellevue (Toulouse)）

## 外部連結
- 官方网站